# یاکوبیکی
یاکوبیکی (به لاتین: Jakubiki) یک روستا در لهستان است که در گمینا کوسوف لاتسکی واقع شده‌است. یاکوبیکی ۱۰۰ نفر جمعیت دارد.